# ایمن عسو
ایمن عسو (انگلیسی: Aymen Assou؛ زادهٔ ۲۷ مارس ۲۰۰۰) بازیکن فوتبال است.